# Pietro (kardynał S. Lorenzo in Damaso)
Pietro (zm. po roku 1026) – kardynał-prezbiter S. Lorenzo in Damaso żyjący w XI wieku. Jest poświadczony jako uczestnik synodów rzymskich w styczniu 1015 oraz w grudniu 1026.